# Dave Grohl
David Eric "Dave" Grohl, född 14 januari 1969 i Warren, Ohio, är en amerikansk musiker, sångare och låtskrivare. Han är både känd för sin tid som trummis i grungebandet Nirvana och för att han sedan 1995 är frontman i Foo Fighters. Grohl är gift med Jordyn Blum.

## Biografi
Grohl växte upp i Springfield, Virginia där han spelade trummor i diverse punkband i Washington DC-området. Han hoppade sedan av skolan för att spela i bandet Scream.
1990 splittrades Scream, och när Grohl berättade för sin vän Buzz Osbourne om detta nämnde Buzz att (det då okända) bandet Nirvana letade efter ny trummis och att Kurt Cobain och Krist Novoselic hade sett Scream spela i Seattle och sagt "Tänk om vi hade en sådan trummis". Dave ringde upp Kurt och bestämde tid för honom att provspela för Kurt och Krist i Seattle, efter provspelningen blev Grohl medlem i Nirvana.
Dave Grohl var den sjätte och sista trummisen i Nirvana. Han blev under tiden som trummis i Nirvana känd som en hårtslående och följsam trummis. Efter Nirvanas splittring  i samband med Kurt Cobains död i april 1994, var Grohl osäker på vart han skulle ta vägen så han startade året därpå ett soloprojekt, Foo Fighters. På de två första skivorna (Foo Fighters och The Colour and the Shape) spelade Grohl i stort sett alla instrument själv. Vid tredje albumet hade Foo Fighters vuxit så pass mycket att de dåvarande "bandmedlemmarna" blev inskrivna som medlemmar, inte bara i studion. Under åren har Foo Fighters vuxit och tilldelats flera Grammy Awards.
Dave Grohl har dessutom gjort en lång rad av sidoprojekt och gästspelningar, bland annat sjunger och spelar han trummor på låten "Goodbye to Lament" från Tony Iommis soloplatta Iommi från 2000. Han medverkade även som trummis på Queens of the Stone Ages album Songs for the Deaf samt på den efterföljande turnén. En annan uppmärksammad skapelse är heavy metal-konstellationen Probot där Grohl samlade sina favoritsångare och idoler från metal-världen, och tillsammans med dem spelade han in en skiva där han själv spelade i stort sett alla instrument själv.
Dave Grohl var också med och hyllade Joe Strummer efter hans bortgång genom att tillsammans med Bruce Springsteen, Steven Van Zandt och Elvis Costello med flera framföra "London Calling" under 2003 års Grammygala. År 2006 spelade han trummor på Juliette and the Licks album Four on the Floor. 
Grohl medverkar på Tenacious D:s skivor där han spelar trummor och spelade även karaktären Satan i filmen Tenacious D: Världens bästa rockband.
Grohl spelar trummor på "Running With The Wolves" som är en låt av The Prodigy.
Grohl spelar huvudsakligen på en Gibson DG-335.
Han medverkade på låten "Watch This" på Slash självbetitlade album från 2010.
Dave Grohl är även initiativtagare till filmen om musikstudion Sound City, därifrån har han även köpt mixerbordet, "Neve". Av denna film skapades sedan albumet Real to Reel med många av musikerna som tidigare spelat in i studion, bland andra Nine Inch Nails, Rick Springfield, Dio och Neil Young.
Grohl bröt benet under en konsert på Ullevi i Göteborg när han ramlade av scenen. Grohl meddelade publiken att han hade brutit benet innan han försvann från scenen. Resten av bandet fortsatte spela ett antal covers medan Grohl fick behandling men sedan kom han tillbaka till scenen för att fortsätta konserten med ett omlindat ben. 

## Diskografi

### Nirvana
- 1991 – Nevermind
- 1992 – Incesticide
- 1993 – In Utero
- 1994 – MTV Unplugged in New York
- 1996 – From the Muddy Banks of the Wishkah
- 2002 – Nirvana

### Foo Fighters
- 1995 – Foo Fighters
- 1997 – The Colour and the Shape
- 1999 – There Is Nothing Left to Lose
- 2002 – One by One
- 2005 – In Your Honor
- 2006 – Skin and Bones
- 2007 – Echoes, Silence, Patience & Grace
- 2009 – Greatest Hits

2017 – Concrete and Gold

### Queens of the Stone Age
- 2002 – Songs for the Deaf

### Probot
- 2004 – Probot

### Tenacious D
- 2001 – Tenacious D
- 2006 – The Pick of Destiny
- 2012 – Rize of the Fenix

### Them Crooked Vultures
- 2009 – Them Crooked Vultures